# قانون الإجراءات الجنائية
قانون الإجراءات الجنائية هو مجموعة القواعد التي تنظم سير الدعوى الجنائية الناشئة من الواقعة الإجرامية منذ لحظة ارتكاب الجريمة وحتى يصدر حكم بات وكيفية تنفيذ هذا الحكم. ويستفاد من هذا التعريف أن قانون الإجراءات الجنائية ينظم الموضوعات التالية:
- فكرة الدعوى باعتبارها الوسيلة القانونية لاقتضاء الحق وفاتحة العمل القضائي في المجال الجنائي.
- مفهوم الإثبات في الأمور الجنائية وكيف يمكن للقاضي أن يكون عقيدته بإدانة وتأثيم المتهم.
- التنظيم القضائي الجنائي الذي يعهد إليه بمهمة الفصل في موضوع الدعوى الجنائية.
- الإجراءات واجبة الاتباع أمام القضاء الجنائي حتى صدور حكم نهائي غير قابل للإلغاء.
- الإجراءات المتعلقة بقواعد تنفيذ الأحكام الصادرة عن القضاء الجنائي.

## الإجراءات الجنائية
تُحدِّد الإجراءات الجنائية عملية إصدار الأحكام القضائية في القانون الجنائي. رغم أن الإجراءات الجنائية تختلف بدرجةٍ كبيرة فيما بينها بمقدار حق النظر بالدعوى، إلا أنَّها تبدأ عموماً باتهام جنائي رسمي، وتنتج عنها إما إدانة أو تبرئة المتهم من الجناية.
حالياً، يضع القانون الجنائي في الكثير من الدول الديمقراطية المحكومة بالقانون ضرورة للإثبات على عاتق المدعي، بحيث أنه من وظيفة المدعي إثبات تهمة المتهم (المدعى عليه) بشكلٍ قاطع، وذلك على عكس ما يحصل عندما تعطى مهمة إبات براءة المتهم إلى الدفاع، ويحل الشك بالحكم في صالحه. يُعرَف هذا الاحتياط باسم افتراض البراءة، وهو مفروضٌ في دول مجلس أوروبا الـ46، بموجب البند السادس من الاتفاقية الأوروبية لحقوق الإنسان، وكذلك فإنَّه متضمن في اتفاقيات أخرى لحقوق الإنسان، رغم أن كيفية تطبيقه تختلف من بلدٍ إلى آخر.

## اقرأ أيضاً
- محاكمة
- قانون جنائي
- قانون الإجراءات الجنائية المصري
- قانون المسطرة الجنائية (المغرب)